# Ulf Cedermark
Ulf Rune Cedermark, född 15 september 1957 i Rio de Janeiro, Brasilien, är en svensk pilot och före detta officer i Flygvapnet. Cedermark är mest känd för sin inblandning i Gottröraolyckan 1991.

## Biografi
Cedermark började i Flygvapnet som officersaspirant på flyglinjen i juni 1977. Efter grundläggande flygutbildning på SK 61 och SK 60 på F 5 Ljungbyhed fortsatte han på Flygvapnets Krigsskola F 20 Uppsala där han utexaminerades i juni 1980. Efter typinflygning på AJ 37 Viggen på F 15 Söderhamn fortsatte grundläggande flygslagsutbildning, GFSU, och taktisk utbildning på F 6 Karlsborg.
I februari 1987 slutade han i Flygvapnet och började som styrman hos SAS där han inledningsvis flög som tredjepilot på DC-10. Efter ett år som utlånad pilot till Thai Air återvände han till SAS i oktober 1991 för ny typinflygning på MD-80.
Två veckor efter utcheck som styrman och med 76 timmar på flygplanstypen tjänstgjorde Cedermark den 27 december 1991 som F/O på Scandinavian Airlines Flight 751 från Stockholm-Arlanda flygplats mot Kastrups flygplats, då man kort efter start fick dubbelt motorbortfall och knappt fyra minuter senare kolliderar med marken i Gottröra nordost om Arlanda. Händelsen kom efteråt i media att kallas för Miraklet i Gottröra.
Cedermark fortsatte flyga efter olyckan och blev 1997 flygkapten hos SAS där han flög Airbus 330/340/350 fram till september 2022 då han lämnade SAS och skapade sitt företag Cedermark training.